# حصار أصفهان
حصار أصفهان، كان حصارًا دام ستة أشهر على أصفهان (عاصمة السلالة الصفوية في إيران) من قبل الجيش الأفغاني بقيادة الدولة الهوتاكية. استمر الحصار من مارس إلى أكتوبر 1722 وأسفر عن سقوط المدينة وبداية نهاية الدولة الصفوية.

## خلفية
منذ أواخر القرن السابع عشر كانت الدولة الصفوية الإيرانية في حالة تدهور. نتج هذا عن حدوث مؤامرات ملكية داخل الأسرة بالإضافة إلى الاضطرابات المدنية بين العديد من رعاياها، وكذلك الحروب المتكررة مع خصومهم العثمانيين.
قام أحد زعماء قبائل البشتون الأفغانية ويدعى مير ويس الهوتكي بمحاولة إبلاغ الشاه الصفوي سلطان حسين الأول الصفوي بالمخاطر التي قد يسببها الافتقار إلى القيادة القوية في الدولة الصفوية. مما أثار استياء النخبة السياسية الصفوية، الذين كانوا منتفعين في موقعهم في السلطة ولا يرغبون في رؤية تغيير في النظام. قبض على مير ويس الهوتكي وأرسل إلى السجن في أصفهان ثم أطلق سراحه فيما بعد وعاد إلى قندهار.
كان الصفويون في ذلك الوقت مؤيدين بشدة للإسلام الشيعي، وقمعوا بشدة البشتون السنة في أفغانستان. ثار البشتون بقيادة مير ويس الهوتكي على السيادة الصفوية مستغلين ضعفها. هُزم البشتون بعد سلسلة من الحملات العسكرية العقابية التي أرسلتها الحكومة الصفوية ضدهم. وتم القبض على مير ويس الهوتكي وسجنه. وتوفي لاحقاً في عام 1709.وبعد وفاته بوقت قصير تولى ابنه محمود شاه هوتاكي قيادة جيش من البشتون إلى عاصمة الدولة الصفوية أصفهان في عام 1722.

## المعركة
حاصرت القوات الأفغانية أصفهان بقيادة محمود شاه هوتاكي وذلك بعد انتصارهم الحاسم على الجيش الصفوي في معركة جيلان أباد في 8 مارس 1722. وبعد المعركة انسحبت القوات الصفوية المهزومة إلى أصفهان وهي تعيش حالة من الفوضى والاضطراب.
اقتربت القوات الأفغانية من أصفهان. وكان الأفغان يفتقرون إلى المدفعية لاختراق أسوار المدينة وقاموا بمحاصرتها وبعد حوالي ثمانية أشهر سادت المجاعة داخل أصفهان واضطر الشاه للاستسلام في 23 أكتوبر وتنازل عن العرش لمحمود شاه هوتاكي الذي دخل المدينة منتصرًا في 25 أكتوبر 1722. واستمر بقاء الأفغان في بلاد فارس حتى عام 1729.